# Вихованці Києво-Могилянської академії (1659—1817)

## Д
Дворецький Федір Васильович (*близько 1754, Вовча Гора — †не раніше 1816, Вовча Гора) — канцелярист на Гетьманщині, український шляхтич Російської імперії, онук полковника Київського полку. Народився близько 1754 року у Вовчій Горі, у родині значкового товариша Київського полку, потім возного Остерського підкоморського суду Василя Дворецького. Батько постійно жив у селі Вовча Гора. Прадід Федора — Василь Дворецький — київський полковник (1653–1668, з перервами), у 1665 році — брацлавський полковник. Навчався в Києво-Могилянській академії близько 1770-х, потім працював повитчиком Київського гродського суду. З 1781 року — протоколіст Остерської дворянської опіки (на цій посаді згадується ще під 1795 роком). У 1811–1816 роках — колезький реєстратор. За ним у селі Вовча Гора 1782 було записано кріпаків 12 душ чоловічої та 13 душ жіночої статі, 1788 — 27 душ, 1796 — 13 душ чоловічої статі. 10 травня 1784 року занесено у 6-ту частину дворянської родовідної книги Київської наміси.
Дейнекін Георгій Стефанович (*1771, Лубни — †1832, Київ) — останній бібліотекар Києво-Могилянської академії перед її ліквідацією, пізніше — штатний священик Київського Софіївського собору, вихованець та викладач Києво-Могилянської академії. Народився у сім'ї диякона лубенської Троїцької церкви. У 1789–1806 роках навчався в Києво-Могилянській академії, пройшовши повний академічний курс. Крім обов'язкових предметів, вивчав німецьку, польську, французьку мови, чисту математику, історію та географію. З 1806 — викладач сільської і домашньої економії у Києво-Могилянській академії, з 1810 року — бібліотекар і вчитель німецької мови. На цій посаді залишався до закриття Києво-Могилянської академії (1817). У 1810 році висвячений на священика Київського Софійського собору.
Діаковський Яків Гаврилович (чернече ім'я Ієзекїїль) — агент Російської імперії на провідних винницях Угорщини, ієромонах. Народився у сім'ї лубенського міщанина Гавриїла Бабакова. З 1739 року навчався у Києво-Могилянській академії, починаючи з класу граматики (1740/1741 навчальний рік — студент класу поетики), де отримав нове прізвище — Діаковський. У 1745 році прийняв чернечий постриг у лубенському Мгарському Спасо-Преображенському монастирі. У 1747–1750 роках перебував на Афоні. Повертаючись на батьківщину через Волоську землю, у монастирі Кирнул висвячений митрополитом бухарестським в ієромонахи. Деякий час жив тут, брав участь у будівництві монастиря. У 1753–1767 роках агент Токайської комісії (Угорщина) з заготівлі вин для царського двору. З 1767 служив ієромонахом при домовій церкві московського посла у Відні князя Д. А. Голіцина. У 1783 році через хворобу і старість звільнено з посади і, ймовірно, він повернувся до лубенського Мгарського монастиря.